# Carme Pinós
Carme Pinós, née le 23 juin 1954 à Barcelone, est une architecte catalane connue tant pour la création d'édifices contemporains que dans l'aménagement urbain à grande échelle.

## Biographie

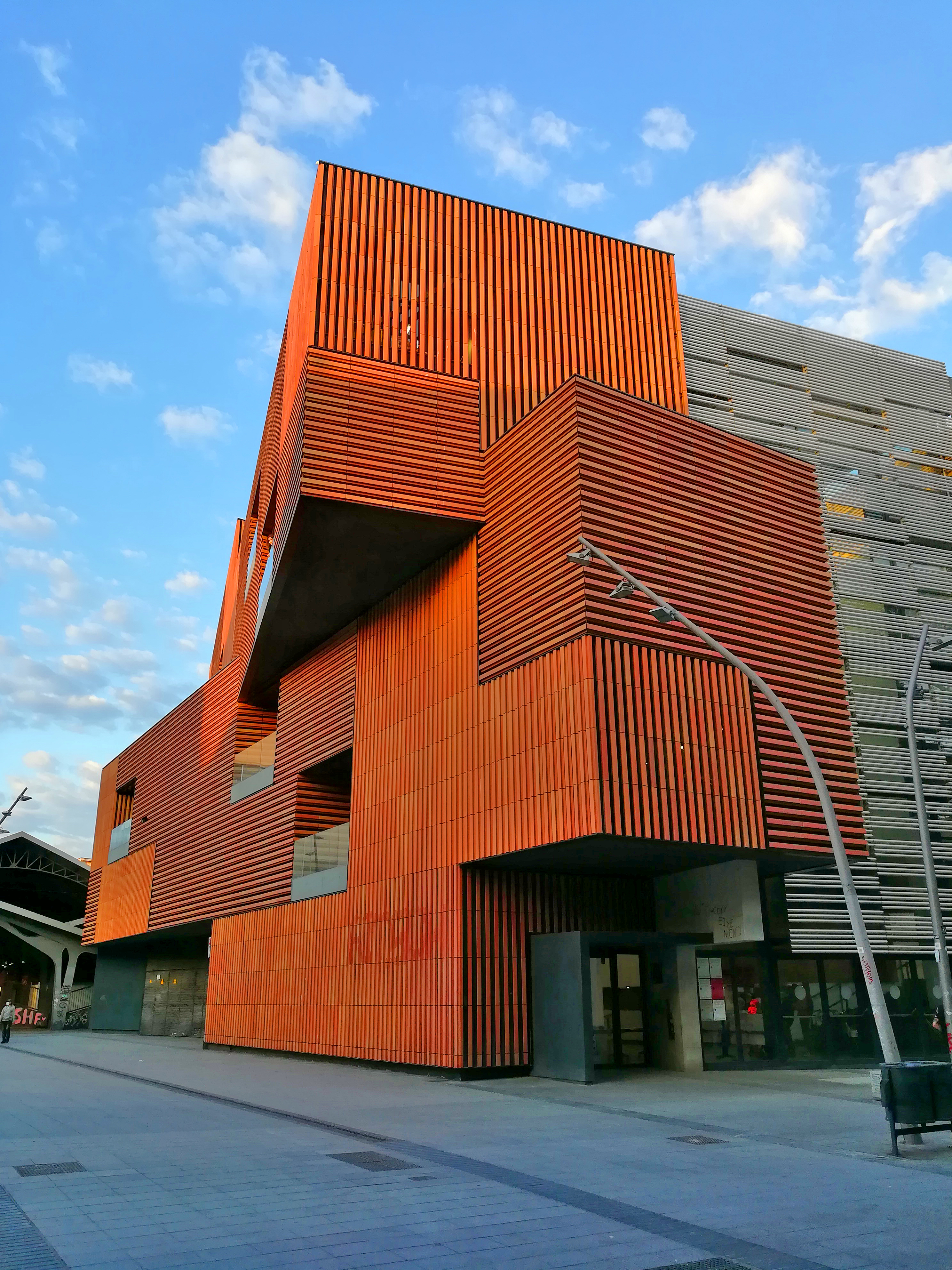
La nouvelle École Massana.

Après des études à l'Université polytechnique de Catalogne et à l'École technique supérieure d'architecture de Barcelone, Carme Pinós ouvre en 1982 son agence avec Enric Miralles. Ensemble, ils deviennent l'un des couples phares de l'urbanisme catalan des années suivant la transition démocratique, avec des œuvres paysagères et urbaines reconnues, comme le nouveau cimetière d'Igualada, d'essence brutaliste, devenu un classique de l'architecture contemporaine au niveau international.
En 1991, le couple se sépare et décide de cesser sa collaboration. Carme Pinós crée alors sa propre agence, l'Estudio Carme Pinós, basée à Barcelone.
Elle enseigne également dans de nombreuses universités, comme l'Université Columbia à New York, la Harvard University Graduate School of Design, l'École polytechnique fédérale de Lausanne, l'Academia di Architettura di Mendrisio, ou encore la Kunstakademie de Düsseldorf.

## Principales réalisations
Enric Miralles + Carme Pinós
- 1984 - 1991 : École La Llauna, Badalone;
- 1985 - 1991 : Cimetière d'Igualada;
- 1985 - 1991 : Centre social des Hostalets de Balenyà;
- 1986 - 1994 : École Taller de Morella.

Studio d'architecture Carme Pinós
- 1999 : Parc urbain et passerelle, Petrel, près d'Alicante;
- 2000 : Parc de Ses Estacions, Palma, sur l'île de Majorque;
- 2002 - 2004 : Tour Cube, Guadalajara, au Mexique;
- 2006-2008 : Extension et rénovation du marché de La Boqueria, quartier historique du Raval dans la Vieille ville de Barcelone, nouveau siège de l'école Massana[5];
- 2010 - 2014 : Musée CaixaForum de Saragosse, en Aragon;
- 2011-2020 : « Saint-Dizier 2020 [6]», centre historique de Saint-Dizier et réaménagement des rives du canal, 2011-2020, dans le département de Haute-Marne, région Grand Est, en France[7].

## Prix et distinctions
- 1995 : Prix national d'Architecture d'Espagne (es), pour l'école Taller de Morella, province de Valence;
- 2008 : Prix national de l’architecture et de l’espace public, ministère de la culture de la Généralité de Catalogne;
- 2015 : Croix de Saint-Georges;
- 2016: Prix des femmes architectes, catégorie architecte internationale de l'année[8].